# Michele Cerofolini
Michele Cerofolini (Arezzo, 4 gennaio 1999) è un calciatore italiano, portiere del Bari.

## Caratteristiche tecniche
Portiere rapido e reattivo, è abile nell'uno contro uno e nella gestione del pallone.

## Carriera

### Club

#### Fiorentina e prestiti
Cresciuto nel settore giovanile della Fiorentina, il 13 luglio 2018 viene ceduto a titolo temporaneo al Cosenza, con cui esordisce tra i professionisti il 26 settembre, in occasione della partita di Serie B persa per 2-0 contro la Cremonese. Il 25 gennaio 2019 passa, sempre in prestito, al Bisceglie, venendo costretto a terminare anzitempo la stagione a causa della rottura del legamento crociato anteriore del ginocchio destro.
Rientrato alla Fiorentina, l'8 gennaio 2020 si trasferisce alla Casertana; il 20 agosto seguente viene ceduto, sempre a titolo temporaneo, alla Reggiana Il 22 luglio 2021 subisce la rottura del legamento crociato anteriore del ginocchio sinistro; tornato disponibile, il 28 gennaio 2022 passa in prestito all'Alessandria.
Rientrato nuovamente alla Fiorentina, il 28 ottobre prolunga con i viola fino al 2024; il 30 aprile 2023 debutta in Serie A, nell'incontro vinto per 5-0 contro la Sampdoria.

#### Frosinone e Bari
Il 14 agosto 2023 viene ceduto a titolo definitivo al Frosinone. Esordisce con i Ciociari il 26 agosto nell'incontro vinto per 2-1 contro l'Atalanta.
Dopo essere stato riserva di Stefano Turati al primo anno, al secondo viene promosso come titolare dei ciociari nel frattempo retrocessi in Serie B.
Il 9 luglio 2025 passa a titolo definitivo al Bari, sempre in cadetteria, con cui firma un contratto triennale.

### Nazionale
Ha giocato nelle nazionali giovanili italiane Under-17, Under-19 ed Under-20.
Il 13 ottobre 2020 esordisce con la nazionale Under-21, nella partita di qualificazione vinta per 2-0 contro l'Irlanda a Pisa. Nel 2021 viene poi convocato come terzo portiere per l'Europeo Under-21, nel quale gli Azzurrini vengono eliminati ai quarti di finale.

## Statistiche

### Presenze e reti nei club
Statistiche aggiornate al 17 agosto 2025.
| Stagione          | Squadra           | Campionato        | Campionato | Campionato | Coppe nazionali | Coppe nazionali | Coppe nazionali | Coppe continentali | Coppe continentali | Coppe continentali | Altre coppe | Altre coppe | Altre coppe | Totale | Totale |
| Stagione          | Squadra           | Comp              | Pres       | Reti       | Comp            | Pres            | Reti            | Comp               | Pres               | Reti               | Comp        | Pres        | Reti        | Pres   | Reti   |
| ----------------- | ----------------- | ----------------- | ---------- | ---------- | --------------- | --------------- | --------------- | ------------------ | ------------------ | ------------------ | ----------- | ----------- | ----------- | ------ | ------ |
| 2018-gen. 2019    | Cosenza           | B                 | 2          | -3         | CI              | 0               | 0               | -                  | -                  | -                  | -           | -           | -           | 2      | -3     |
| gen.-giu. 2019    | Bisceglie         | C                 | 13         | -11        | CI-C            | -               | -               | -                  | -                  | -                  | -           | -           | -           | 13     | -11    |
| 2019-gen. 2020    | Fiorentina        | A                 | 0          | 0          | CI              | 0               | 0               | -                  | -                  | -                  | -           | -           | -           | 0      | 0      |
| gen.-giu. 2020    | Casertana         | C                 | 8          | -8         | CI+CI-C         | -               | -               | -                  | -                  | -                  | -           | -           | -           | 8      | -8     |
| 2020-2021         | Reggiana          | B                 | 19         | -25        | CI              | 0               | 0               | -                  | -                  | -                  | -           | -           | -           | 19     | -25    |
| 2021-gen. 2022    | Fiorentina        | A                 | 0          | 0          | CI              | 0               | 0               | -                  | -                  | -                  | -           | -           | -           | 0      | 0      |
| gen.-giu. 2022    | Alessandria       | B                 | 1          | -3         | CI              | -               | -               | -                  | -                  | -                  | -           | -           | -           | 1      | -3     |
| 2022-2023         | Fiorentina        | A                 | 5          | -3         | CI              | 0               | 0               | UECL               | 0                  | 0                  | -           | -           | -           | 5      | -3     |
| Totale Fiorentina | Totale Fiorentina | Totale Fiorentina | 5          | -3         |                 | 0               | 0               |                    | -                  | -                  |             | -           | -           | 5      | -3     |
| 2023-2024         | Frosinone         | A                 | 8          | -11        | CI              | 3               | -5              | -                  | -                  | -                  | -           | -           | -           | 11     | -16    |
| 2024-2025         | Frosinone         | B                 | 36         | -43        | CI              | 1               | -3              | -                  | -                  | -                  | -           | -           | -           | 37     | -46    |
| Totale Frosinone  | Totale Frosinone  | Totale Frosinone  | 44         | -54        |                 | 4               | -8              |                    | -                  | -                  |             | -           | -           | 48     | -62    |
| 2025-2026         | Bari              | B                 | 0          | 0          | CI              | 1               | -2              | -                  | -                  | -                  | -           | -           | -           | 1      | -2     |
| Totale carriera   | Totale carriera   | Totale carriera   | 92         | -107       |                 | 5               | -10             |                    | 0                  | 0                  |             | -           | -           | 97     | -117   |

### Cronologia presenze e reti in nazionale
| Cronologia completa delle presenze e delle reti in nazionale ― Italia under 21 | Cronologia completa delle presenze e delle reti in nazionale ― Italia under 21 | Cronologia completa delle presenze e delle reti in nazionale ― Italia under 21 | Cronologia completa delle presenze e delle reti in nazionale ― Italia under 21 | Cronologia completa delle presenze e delle reti in nazionale ― Italia under 21 | Cronologia completa delle presenze e delle reti in nazionale ― Italia under 21 | Cronologia completa delle presenze e delle reti in nazionale ― Italia under 21 | Cronologia completa delle presenze e delle reti in nazionale ― Italia under 21 |
| Data                                                                           | Città                                                                          | In casa                                                                        | Risultato                                                                      | Ospiti                                                                         | Competizione                                                                   | Reti                                                                           | Note                                                                           |
| ------------------------------------------------------------------------------ | ------------------------------------------------------------------------------ | ------------------------------------------------------------------------------ | ------------------------------------------------------------------------------ | ------------------------------------------------------------------------------ | ------------------------------------------------------------------------------ | ------------------------------------------------------------------------------ | ------------------------------------------------------------------------------ |
| 13-10-2020                                                                     | Pisa                                                                           | Italia under 21                                                                | 2 – 0                                                                          | Irlanda under 21                                                               | Qual. Europeo Under-21 2021                                                    | -                                                                              | 77’                                                                            |
| 18-11-2020                                                                     | Pisa                                                                           | Italia under 21                                                                | 4 – 1                                                                          | Svezia under 21                                                                | Qual. Europeo Under-21 2021                                                    | -1                                                                             |                                                                                |
| Totale                                                                         |                                                                                | Presenze                                                                       | 2                                                                              |                                                                                | Reti                                                                           | -1                                                                             |                                                                                |